# Coordenação do cuidado
A coordenação do cuidado é considerada um dos quatro atributos essenciais da atenção primária à saúde (APS), segundo a definição clássica de Barbara Starfield. Esta função está relacionada ao papel que a APS cumpre de "responsável" pelo cuidado da pessoa. Desta maneira, deve estar comprometida, por exemplo, com a orientação do paciente através dos outros níveis de cuidado, utilizando-se, para tal, de ferramentas, como a referência e a contra-referência, mecanismos que permitem a troca de informações entre os diferentes setores e profissionais, o que auxilia a tomada de decisões e a gestão do cuidado.